# Templo de Suva
El Templo de Suva es un templo de la Iglesia de Jesucristo de los Santos de los Últimos Días, el número 91 construido por la iglesia. Está ubicado  en la ciudad de Suva, en Fiyi. El templo es el primero construido en Melanesia, antes de lo cual los fieles de la iglesia iban al Templo de Nukualofa (en Tonga), el Templo de Apia (en Samoa) o el Templo de Hamilton (en Nueva Zelandia). 
Ubicado en el distrito de Samabula en la isla de Viti Levu, el templo está al alcance de miembros SUD que viven en las vecinas islas de Vanua Levu, Vanuatu, Nueva Caledonia, Kiribati, Nauru y Tuvalu.

## Historia
Los primeros misioneros mormones llegaron a las más de 100 islas habitadas de Fiyi en 1893. Varias familias de islas del Pacífico, Tonga y Samoa entre ellas, se mudaron a Fiyi iniciando reuniones públicas en el país. La obra de proselitismo progresó despacio, y hasta 1954 no se organizó la primera congregación. Para 1993 había más de 6.600 miembros en seis barrios y quince ramas.
Los planes para la construcción del templo de Suva fueron anunciados por la Primera Presidencia el 7 de mayo de 1998. Fue uno de los primeros templos construidos durante el plan de la Iglesia para ubicar los templos más cerca de sus miembros liderado por el entonces presidente de la iglesia Gordon B. Hinckley. El terreno del templo era antes propiedad del gobierno de Australia, y al estar ubicado sobre una de las colinas más elevadas de la ciudad ofrece una excelente perspectiva del Océano Pacífico.

## Anuncio
El templo de Suva es uno de los templos de menores proporciones que la iglesia promovió desde abril de 1998 con el fin de tener un total de 100 templos alrededor del mundo antes de que finalizara el año 2000. El templo fue el número 35 construido del mismo diseño de menores proporciones a nivel mundial, con un salón de investiduras, un salón de sellamientos matrimoniales y el tradicional baptisterio.  

## Construcción
La ceremonia de la primera palada tuvo lugar junto con una oración dedicatoria del terreno el 8 de mayo de 1999, presidida por líderes locales de la iglesia y con la asistencia de unas 500 personas entre las que había varios cargos públicos. Mientras se preparaba el sitio para la construcción, varios grandes depósitos de hormigón subterráneos fueron descubiertos, búnkeres que habían sido erigidos durante la Segunda Guerra Mundial para la defensa de Suva. El terreno escogido tiene 4,7 hectáreas (19.000 m²), y el templo es considerado uno de los edificios religiosos más bellos de la localidad.
El exterior del templo está revestido con granito blanco proveniente de la compañía Campolonghi de Italia. El edificio tiene 20 metros de altura y su pináculo está coronado con una estatua dorada del ángel Moroni.
El templo de Suva cerró el 13 de octubre de 2014 para renovaciones que incluyeron mejoras en el aire acondicionado y se agregaron nuevos acabados dentro del edificio.

## Dedicación
El templo de Suva fue dedicado el 18 de junio de 2000 por el presidente de la Iglesia, Gordon B. Hinckley. Debido a la agitación política en el país originada por la toma del parlamento y el primer ministro Mahendra Chaudhry, los cuatro presidentes de estaca de Fiyi junto con Hinckley y autoridades de área que le acompañaron se reunieron con líderes militares en el cuartel Reina Elizabeth para explicar el objetivo de la dedicación. Con el apoyo de los oficiales y pensando en la seguridad de Hinckley, se propuso efectuar una pequeña dedicación sin actos públicos fuera del templo. Unas sesenta personas asistieron a la dedicación, que tuvo lugar en el salón celestial del templo. Fue el segundo templo SUD dedicado en privado, seguido po el templo de Nauvoo. Solo Hinckley y algunos de los presentes salieron del templo para llevar a cabo la ceremonia de la piedra angular, característica de las dedicaciones de los templos SUD.
Con anterioridad a la dedicación del templo, del 7 al 12 de junio de 2000, la iglesia permitió un recorrido público de las instalaciones y del interior del templo al que asistieron más de 17.000 visitantes.

### Rededicación
Una vez finalizadas las reformas del 2014, se celebró una jornada pública de puertas abiertas desde el lunes 25 de enero al sábado 6 de febrero de 2016. El templo fue rededicado por Henry B. Eyring el domingo 21 de febrero de 2016. El templo fue rededicado el día después de la sacudida del ciclón Winston, el ciclón tropical más fuerte jamás registrado en Fiyi. El ciclón obligó a introducir cambios en la celebración cultural que tuvo lugar el día antes de la rededicación.